# Юниънтаун
Юниънтаун (на английски: Uniontown) е град в окръг Уитман, щата Вашингтон, САЩ. Юниънтаун е с население от 345 жители (2000) и обща площ от 2,4 km². Намира се на 787 m надморска височина. ЗИП кодът му е 99179, а телефонният му код е 509.